# Occidozyga tompotika
Occidozyga tompotika é uma espécie de anfíbio anuro da família Dicroglossidae. Está presente na Indonésia. A UICN classificou-a como pouco preocupante.